# Metody tvůrčího myšlení
Metody tvůrčího myšlení jsou myšlenkové postupy, které umožňují nalézt kreativní řešení problému. Zaměřují se na různé aspekty tvůrčího myšlení od takzvaného divergentního myšlení, kdy se hledá co nejvíce řešení určitého problému, po konvergentní myšlení, kdy se naopak vybírá to nejlepší řešení.
Metody tvůrčího myšlení lze rozdělit na operační a formativní.
Jednou ze známých metod tvůrčího myšlení je brainstorming.[zdroj?]